# Corujeira
Corujeira é uma povoação portuguesa do Município da Guarda que foi sede da extinta Freguesia de Corujeira, freguesia que tinha 4,83 km² de área e 118 habitantes (2011), e, por isso, uma densidade populacional de 24,4 hab/km².
A Freguesia de Corujeira foi extinta (agregada) pela reorganização administrativa de 2012/2013, sendo o seu território integrado na União de Freguesias de Corujeira e Trinta, com sede em Trinta.
Pertence à rede de Aldeias de Montanha.

## População
| Totais e grupos etários | Totais e grupos etários | Totais e grupos etários | Totais e grupos etários | Totais e grupos etários | Totais e grupos etários | Totais e grupos etários | Totais e grupos etários | Totais e grupos etários | Totais e grupos etários | Totais e grupos etários | Totais e grupos etários | Totais e grupos etários | Totais e grupos etários | Totais e grupos etários | Totais e grupos etários |
| ----------------------- | ----------------------- | ----------------------- | ----------------------- | ----------------------- | ----------------------- | ----------------------- | ----------------------- | ----------------------- | ----------------------- | ----------------------- | ----------------------- | ----------------------- | ----------------------- | ----------------------- | ----------------------- |
|                         | 1864                    | 1878                    | 1890                    | 1900                    | 1911                    | 1920                    | 1930                    | 1940                    | 1950                    | 1960                    | 1970                    | 1981                    | 1991                    | 2001                    | 2011                    |
| Total                   | 348                     | 375                     | 388                     | 408                     | 450                     | 342                     | 377                     | 457                     | 383                     | 307                     | 265                     | 223                     | 182                     | 143                     | 118                     |

| 0-14 anos | 15-24 anos | 25-64 anos | 65 e + anos |
| 17 \| 11  | 19 \| 13   | 70 \| 64   | 37 \| 30    |
| -35%      | -32%       | -9%        | -19%        |

## Património
- Igreja Paroquial de Corujeira
- Capela do Espírito Santo